# Pra-Loup
Koordinaten: 44° 22′ 11″ N, 6° 36′ 19″ O

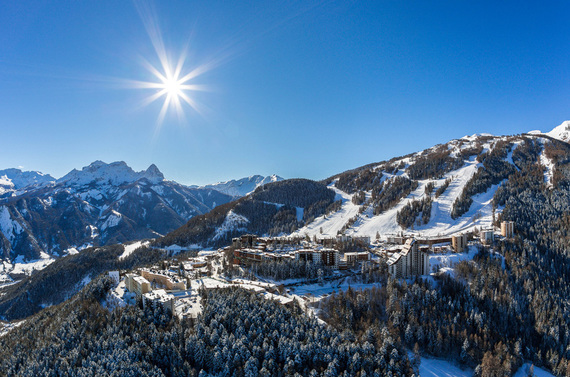
Blick über Pra-Loup

Pra-Loup ist eine Skisportstation im Département Alpes-de-Haute-Provence in den französischen Alpen.

## Geographie
Pra-Loup liegt in der Gemeinde Uvernet-Fours im Département Alpes-de-Haute-Provence sieben Kilometer entfernt von Barcelonnette im Vallée de l’Ubaye.

### Skigebiet

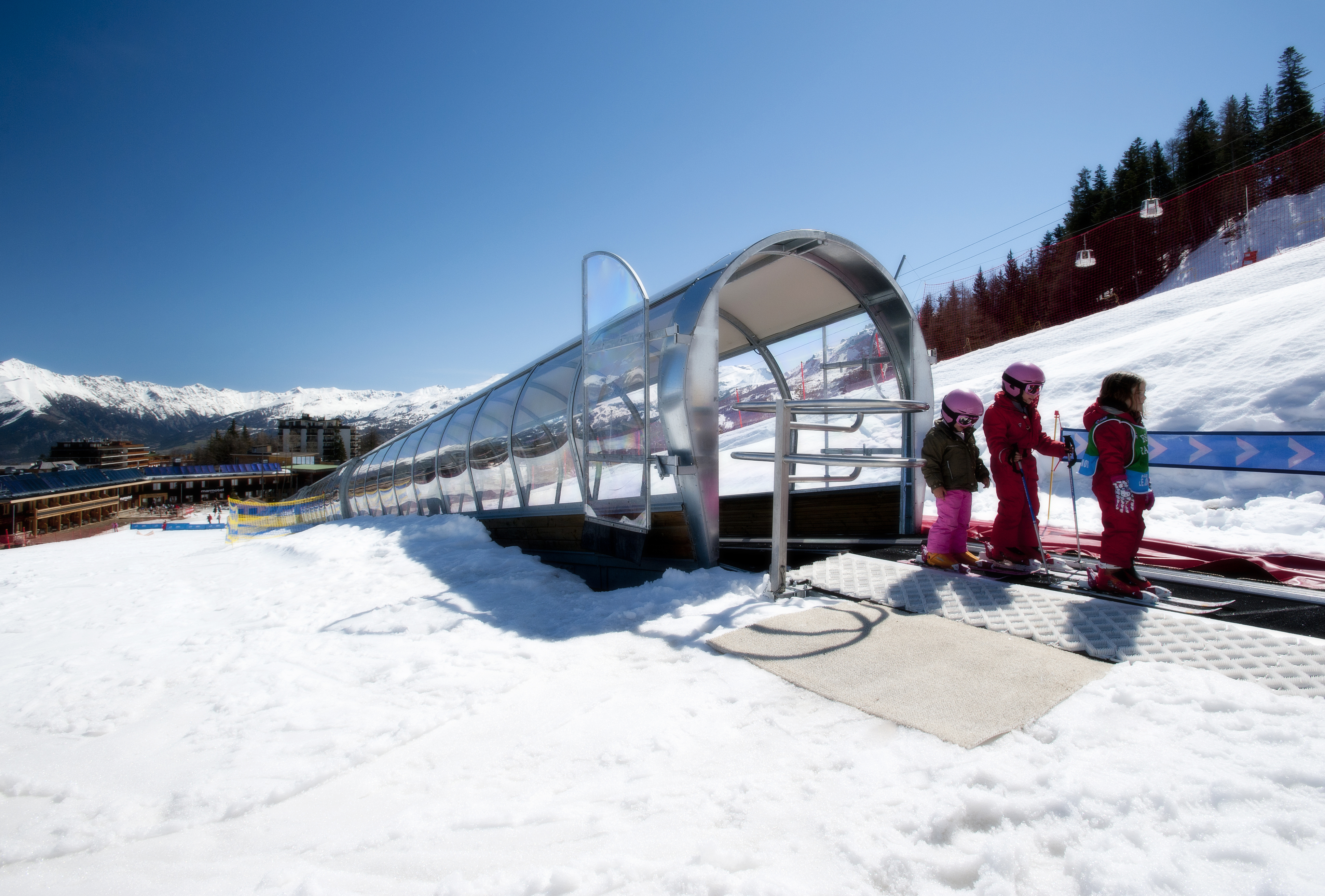
Fahrsteig für Skiläufer

Es bildet zusammen mit La Foux d’Allos, das Skigebiet Espace Lumière. Es ist das fünftgrößte Skigebiet in den Südalpen und zählt mit 38 Skiliften und 180 Kilometer Pisten zu den großen Skigebieten in Europa. 21 Schneekanonen gewährleisten die Abfahrten bis zu den Talstationen.
Pra-Loup
- Höhe: 1500–2500 m
- 100 km Pisten
- 39 Pisten: 6 grüne (Anfänger), 13 blaue (leicht), 17 rote (mittel) und 3 schwarze (schwer)
- 19 Lifte/Bahnen

Gebiet von La Foux d’Allos
- Höhe: 1500–2600 m
- 180 km Pisten
- 78 Pisten: 10 grüne (Anfänger), 28 blaue (leicht), 33 rote (mittel) und 7 schwarze (schwer)
- 38 Lifte/Bahnen

### Straßenverbindungen
- Von Paris und Nordfrankreich: über Lyon, Grenoble, Gap und Barcelonnette.
- Von Südfrankreich: über Aix-en-Provence, auf der Autoroute A 51 bis Tallard, dann weiter in Richtung Barcelonnette.

## Namensherkunft
Der Name Pra-Loup besteht aus Pra, Pro und lovin, abgeleitet von der mundartlichen Form Pralovin, (einzelne Häuser in einer Lichtung) und Latein lupinus, pré au loup, loup selbst kommt von olim le Lau = ‚Weiler‘. Pra-Loup bedeutet daher „Wiese, auf der Heu angebaut wird“ bzw. „Weide“. Die Einwohner von Pra-Loup nennen sich praloupiens und praloupiennes (weiblich).
Edit: das Fremdenverkehrsamt von Pra-Loup gibt auf seiner Webseite als Namensherkunft allerdings "Wolfs-Wiese" an (Pra = Wiese oder Alm, Loup = Wolf).

## Geschichte

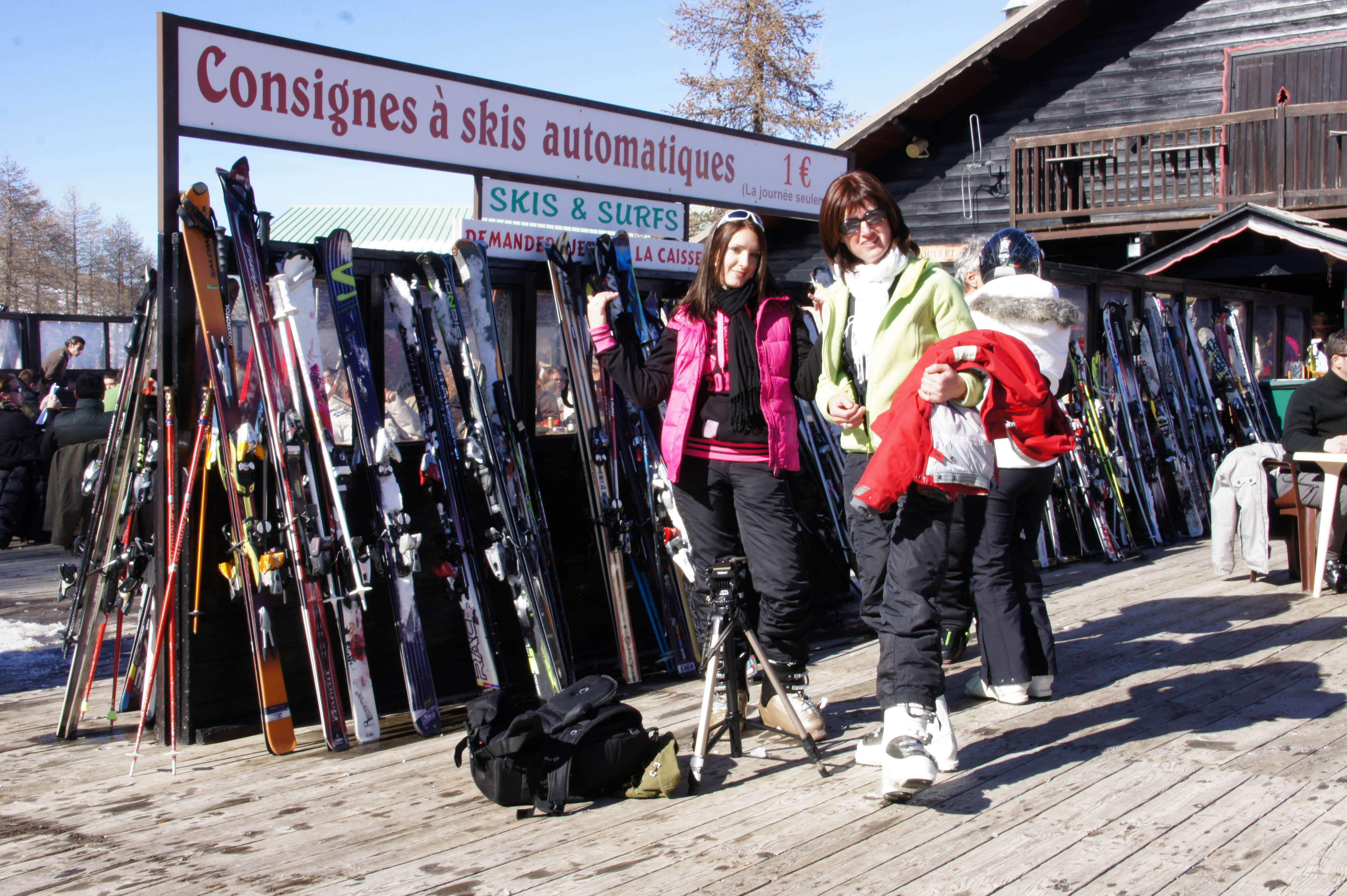
Skistation in Pra-Loup

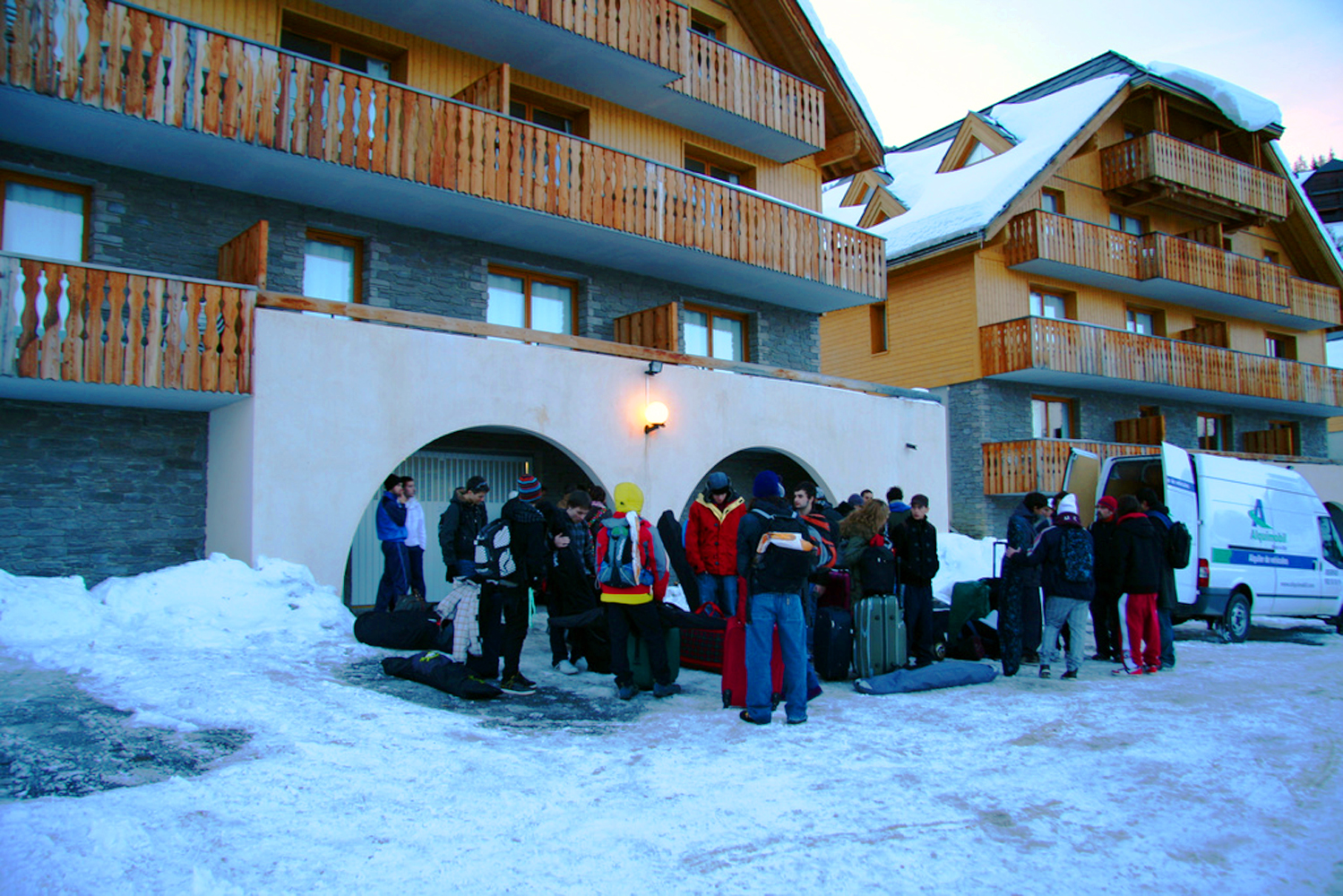
Chalets in Pra-Loup

Das Gebiet von Pra-Loup ist seit dem 1. Jahrhundert v. Chr. bekannt. Zu der Zeit kamen ligurische Schäfer aus dem Mittelmeerraum und bildeten die Grundlage für die lokalen Stämme. Im 12. Jahrhundert bildete sich der Weiler, die Mönche vom Kloster Notre-Dame-de-Chalais errichteten vier ehemals zusammenhängende Gebäude: die Kirche, die Schule, das Konvent und das Pfarrhaus. Vom 14. bis zum 17. Jahrhundert entwickelte sich der Weiler mit dem Bau von Gehöften für die Weidewirtschaft und dem Gasthof. Bis 1920 waren die Dörfer dünn besiedelt und lebten mit ihrer Mühle und den Backöfen in völliger Autarkie. Die Bewohner entwickelten ein ausgeklügeltes System um das wenige Wasser der Quelle zu sammeln, indem sie aus 500 ausgehöhlten Baumstämmen eine Wasserleitung („le bournéous“) bauten, die heute im Museum von la vallée de Jausiers zu sehen ist.
Zum Ende der 1950er Jahre hatte Pierre Grouès, Mediziner und Philanthrop die Idee eine Skistation zu schaffen um die Attraktivität des Dorfes zu steigern. Dabei begleiteten ihn die besten Spezialisten seiner Zeit: Émile Allais, berühmter französischer Skiläufer, und Honoré Bonnet, Trainer der französischen Ski-Alpin-Nationalmannschaft zwischen 1959 und 1968. Im Jahr 1960 nahm die Station Formen an. Anstelle der 3.000 Betten, die für die Station geplant waren, schlug Honoré Bonnet 10.000 Betten vor um die Rentabilität zu erhöhen. Vom Gipfel des Pegueiou fand er das geeignete Gebiet und ebenfalls eine Möglichkeit für das kleine Tal von Agneliers, das später die Verbindung zu Foux d’Allos bildete, die 1977 eröffnet wurde. Unter der Leitung von Michel Lantelme, Bürgermeister von Allos und Louis Lequette, Bürgermeister von Uvernet-Fours, ist dieses Skigebiet eines der größten in den Südalpen.

## Sportveranstaltungen

### Critérium du Dauphiné
Zur Vorbereitung der Tour de France 2015 war Pra-Loup Ziel der 5. Etappe des Critérium du Dauphiné 2015, bei dem sich Romain Bardet behaupten konnte.

### Tour de France
Bei der Tour de France 1975 war Pra-Loup Etappenziel der 15. Etappe Nizza – Pra-Loup. Bernard Thévenet konnte die Etappe gewinnen und übernahm von Eddy Merckx das Gelbe Trikot, das er bis nach Paris verteidigte. Thévenet gewann die Tour schließlich und beendete damit die Vorherrschaft von Eddy Merckx, der in den Jahren 1969–1974 insgesamt fünfmal gesiegt hatte.
Pra-Loup war ebenfalls bei der Tour de France 1980 Ziel der 16. Etappe Trets – Pra-Loup, die der Belgier Joseph Deschoenmaecker gewinnen konnte.
Bei der Tour de France 2015 war Pra-Loup Ziel der 17. Etappe, die über 161 Kilometer von Digne-les-Bains zur Station verlief. Sie war eine Hommage an Bernard Thévenet und seinen Etappensieg vor 40 Jahren und wurde von Simon Geschke gewonnen.